# Jan Hančil
Jan Hančil (* 15. září 1962 Trutnov) je český dramaturg, překladatel a VŠ pedagog, v letech 2013 až 2021 rektor Akademie múzických umění v Praze.

## Život
Maturoval v roce 1980 na gymnáziu v Trutnově. Vystudoval Přírodovědeckou fakultu Univerzity Karlovy v Praze (promoval v roce 1985). Následně pracoval jako geolog (1985–1987), dramaturg Domu kultury v Trutnově (1987–1989) a vědecký tajemník Společnosti Franze Kafky (1991–1993).
Zároveň dále studoval, konkrétně dramaturgii na DAMU (promoval v roce 1993). V letech 1993 až 1997 působil jako manažer a šéf provozu Studia Ypsilon. Během působení v "Ypsilonce" spolu s Janem Schmidem a Jaroslavem Etlíkem založil Nakladatelství Studia Ypsilon, které do roku 2002 vedl. Mezi roky 1997 a 2007 pracoval jako dramaturg Národního divadla v Praze.
Od roku 1994 učí na Katedře autorské tvorby a pedagogiky DAMU (nejprve jako odborný asistent; od roku 2005, kdy se habilitoval, pak jako docent). Přednáší hereckou propedeutiku a dialogické jednání. Na Katedře teorie a kritiky DAMU přednáší moderní anglické a americké divadlo a drama.
Šest let se angažoval v Akademickém senátu DAMU, tři roky byl členem Umělecké rady DAMU. V letech 2006 až 2013 navíc vykonával pozici děkana DAMU. V lednu 2013 byl zvolen akademickým senátem kandidátem na funkci rektora Akademie múzických umění v Praze. Do této pozice jej o měsíc později jmenoval prezident Václav Klaus, a to s účinností od 15. února 2013. Dne 1. února 2017 jej prezident Miloš Zeman na návrh Akademického senátu Akademie múzických umění v Praze jmenoval rektorem na druhé čtyřleté funkční období. Druhé období mu vypršelo dne 14. února 2021, ve funkci jej vystřídala Ingeborg Radok Žádná.

## Dílo
Překlady:
- 1995 Richard Nelson: Dva shakespearovští herci
- 1995 Jack Canfield, Harold Clive Wells: Hry pro zlepšení motivace a sebepojetí žáků
- 1996 Peter Brook: Pohyblivý bod
- 1998 David Mamet: Oleanna
- 2000 Conor McPherson: Na cestě duchů
- 2002 Martin Crimp: Venkov

Dramaturgie v Národním divadle v Praze:
- 1998 Mistr a Markétka (+ spolupráce na dramatizaci)
- 1999 Hamlet
- 2000 Bailegangaire
- 2000 Hippodamie (+ jazyková úprava)
- 2000 Na cestě duchů
- 2001 Komik
- 2001 Garderobiér
- 2002 Hotovo, konec
- 2002 Rodinné sídlo
- 2002 Venkov
- 2002 Nebyl jen Hamlet (+ scénář spolu s Radovanem Lukavským)
- 2003 Faust: můj hrudník, má přilba
- 2003 Poslední páska
- 2003 Joe Penhall: Slyšet hlasy
- 2004 Coriolanus
- 2004 Pokoušení
- 2004 Škola pomluv
- 2005 Tisíc a jedna noc
- 2006 Arkádie
- 2006 Tři životy